# My Way Tour Live
 (novembre 2017).
Si vous disposez d'ouvrages ou d'articles de référence ou si vous connaissez des sites web de qualité traitant du thème abordé ici, merci de compléter l'article en donnant les références utiles à sa vérifiabilité et en les liant à la section « Notes et références ».
Albums de M. Pokora
My Way
(2016) Pyramide
(2019)
My Way Tour Live est un album live de M. Pokora sorti le 10 novembre 2017. 
Il s'agit d'une captation audio et vidéo du My Way Tour au zénith de Strasbourg.

## Liste des pistes
| 1.      | Magnolias for Ever                    | 6:12 |
| 2.      | On est là                             | 3:12 |
| 3.      | C'est la même chanson                 | 5:59 |
| 4.      | Belles ! Belles !                     | 2:52 |
| 5.      | 17 ans                                | 4:39 |
| 6.      | Interlude MP's (interlude)            | 2:47 |
| 7.      | Alexandrie, Alexandra (version funk)  | 1:53 |
| 8.      | Medley tribute 70's                   | 5:44 |
| 9.      | Voir la nuit s'emballer               | 5:12 |
| 10.     | Soudain il ne reste qu'une chanson    | 3:46 |
| 11.     | J'attendrai (interlude)               | 2:56 |
| 12.     | Belinda                               | 3:34 |
| 13.     | Elle me contrôle                      | 3:53 |
| 14.     | Je vais à Rio                         | 3:56 |
| 15.     | Sans titre                            | 6:40 |
| 16.     | Toi et le soleil                      | 3:56 |
| 17.     | Le monde                              | 6:13 |
| 18.     | Talk                                  | 9:14 |
| 19.     | Juste une photo de toi                | 6:35 |
| 20.     | Comme d'habitude                      | 4:52 |
| 21.     | Alexandrie, Alexandra (version disco) | 4:51 |
| 22.     | Outro MWT                             | 4:33 |
| 23.     | Chanteur malheureux (titre inédit)    | 5:00 |
| 24.     | Le mal-aimé (titre inédit)            | 2:34 |
| 1:51:03 |                                       |      |